# Gellertstraße 13, Herderstraße 12, 14, 16 (Magdeburg)

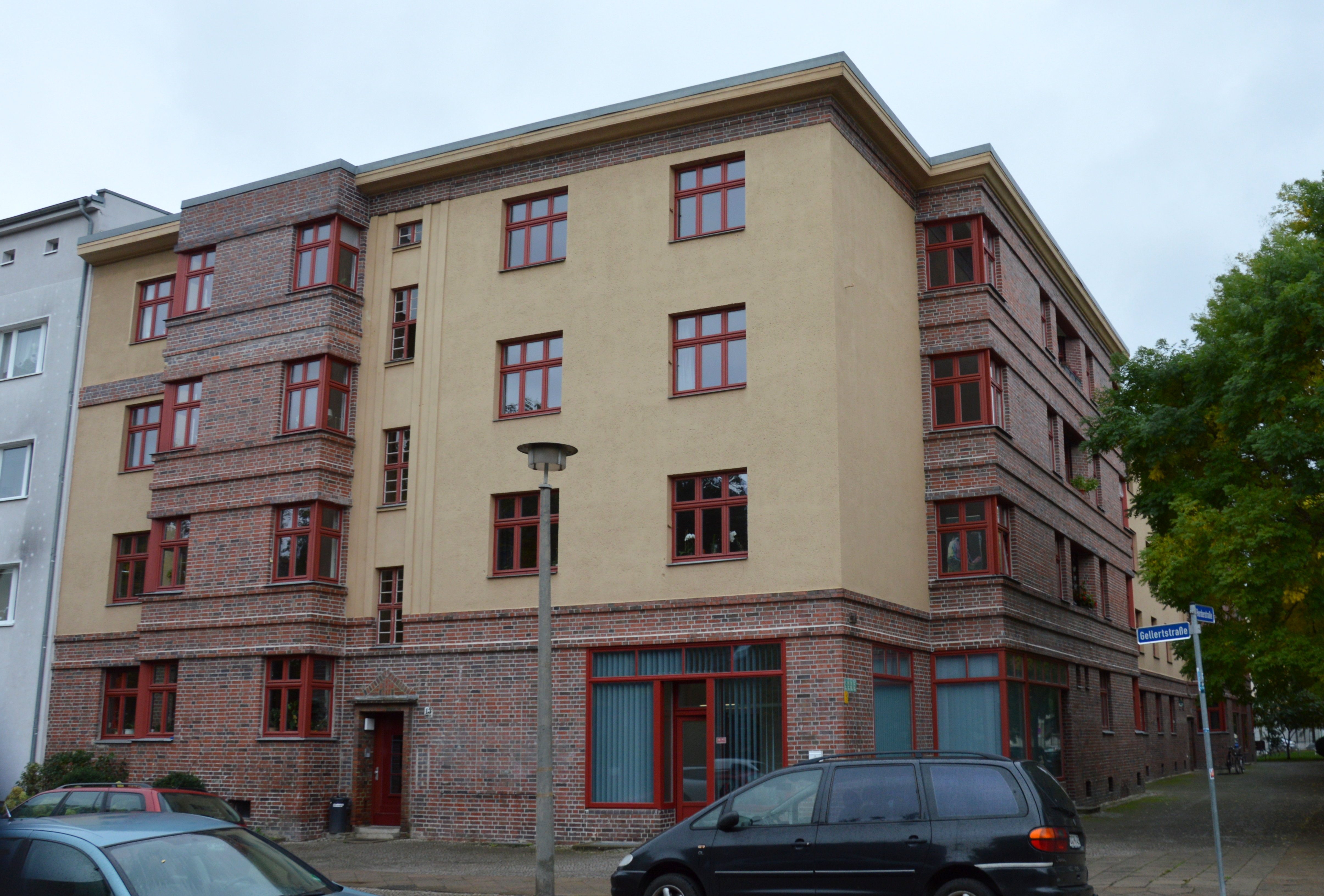
Blick auf die Gellertstraße 13

Gellertstraße 13, Herderstraße 12, 14, 16 ist eine denkmalgeschützte Häusergruppe in Magdeburg in Sachsen-Anhalt.

## Lage
Sie befindet sich in einer markanten Ecklage an der Südwestecke der Kreuzung von Gellert- und Herderstraße im Magdeburger Stadtteil Stadtfeld Ost. Das Haus Herderstraße 12, 14, 16 wird darüber hinaus als Einzeldenkmal innerhalb des Teils des Denkmalbereichs geführt.

## Architektur und Geschichte
Die Häusergruppe entstand im Jahr 1934 nach Plänen des Maurermeisters Gustav Wienecke im Stil des Neuen Bauens und lässt auch Einflüsse des Expressionismus erkennen. Das auf einem L-förmigen Grundriss errichtete Gebäudeensemble lehnt sich in seiner Gestaltung an den von Genossenschaften durchgeführten Wohnungsbau in Magdeburg der 1920er Jahre an, war jedoch ein privates Objekt.
So wurden viergeschossige Wohnhäuser errichtet, deren Flachdächer leicht vorkragen. Nach Norden zur Herderstraße hin wird der achsensymmetrische Baukörper durch Risalite gegliedert. Die Fassaden sind schlicht gestaltet und werden durch den Wechsel von verputzten und verklinkerten Bereichen geprägt. Die verklinkerten Bereiche betonen dabei das Erdgeschoss sowie die Risalite. An den Risaliten finden sich darüber hinaus noch horizontale Bänder aus Klinkern. Die zur Herderstraße ausgerichteten Risalite verfügen in ihrer Mitte über Loggien mit einer dreieckig ausgeführten Grundfläche. Die Dreiecksform ergibt sich aus einer schrägen Führung der Zugänge.
In der Ecklage des Erdgeschosses sind Ladengeschäfte untergebracht.
Die Häusergruppe gilt als architektonisch bedeutsam und Dokument für die Vielfalt der Magdeburger Architektur in der Mitte der 1930er Jahre. Sie wird als gut integriert in die ältere Umgebungsbebauung angesehen.
Im örtlichen Denkmalverzeichnis ist die Häusergruppe unter der Erfassungsnummer 094 82242 als Denkmalbereich verzeichnet.